# إريك خان
إريك خان (بالألمانية: Erich Kahn) هو رسام ألماني، ولد في 25 أغسطس 1904 في شتوتغارت في ألمانيا، وتوفي في 1979 في لندن في المملكة المتحدة.